# Lijst van archeologische opgravingen uit de Bronstijd in China
Dit is een lijst met uit de Bronstijd stammende archeologische opgravingen en gevonden culturen in China. 
- De Ba-Shu-staten
- Autonome Yi Prefectuur Chuxiong, vijfde eeuw voor Christus)
- Dongxiafeng (Shanxi)
- Erligangcultuur
- Erlitoucultuur
- Fenghao (Shaanxi)
- Jinsha
- bronzen dolkcultuur
- Vroege Xiajiadiancultuur
- Late Xiajiadiancultuur
- Majiayaocultuur
- Ordoscultuur
- Panlongcheng
- Qijiacultuur
- Sanxingdui
- Shajing (Gansu)
- Shizhaishan (bv. opgravingen in Shizhaishan, Jinning, Yunnan, uit de oude staat Dian)
- Siwacultuur, ook Sibacultuur (Gansu)
- Taosi (Shanxi)
- Wanjiaba
- Wuchengcultuur
- Xemirxekcultuur
- Xiaohe-tombecomplex
- Xijiadian, (Noord-Hebei en Liaoning)
- Xindiancultuur (Gansu)
- Xin'gan
- Xituanshan (Jilin)
- Yueshi (Shandong en Noord-Jiangsu)
- Zhukaigoucultuur
- Zhouyuan (Shaanxi)